# Lanaria
Lanaria lanata, biljna vrsta iz reda šparogolike koja čini samostalan rod i porodicu. Ova vrsta kao endem raste samo na krajnjem jugu Afrike, u provinciji Western Cape. 
Naraste u visinu od 30 do 80. centimetara. Cvijet donekle nalik runolistu sakriven je u bijelom vunolikom klasteru, pa je ova biljka nazivana kapski runolist i janječi rep
Raste u grmovitim područjima Južne Afrike gdje vatra važna i prirodna komponenta ovog ekosustava mediteranskog tipa. Najbolje cvate u godinama neposredno nakon požara, slično mnogim drugim monokotima prilagođenim vatri.
- L. lanata, janječi rep, Afrika
- L. lanata, janječi rep
- L. lanata, janječi rep

## Vanjske poveznice
- Lanaria lanata
- Slika